# 尼尼微人以撒
尼尼微人以撒（羅馬化：Ishaq an-Naynuwī ，約613年—約700年），也被称为叙利亚的圣以撒，  阿巴·以撒，以撒·赛核斯和卡塔尔的以撒， 是 七世纪东叙利亚教会的基督教主教和神学家，因其书面作品而最被人忆起的是其关于基督教禁欲主义的著作。他在东方亚述教会、天主教会（迦勒底天主教、叙利亚马拉巴尔教会）、东方正统教会和东正教传统中被视为圣人。 他的瞻礼日是在一月二十八日，与四世纪的神学家和赞美诗作家叙利亚人圣耶福列木一起庆祝。

## 生活
他出生在阿拉伯东部的贝特马祖纳耶地区，这是一个混合了叙利亚语和阿拉伯语的地区，包括美索不达米亚的东南部和阿拉伯半岛的东北部。   年幼的时候，他进入了一个寺院，在那里他将精力投入到苦行修行中。在寺院附属图书馆学习多年后，他成为神学界的权威人物。不久之后，他毕生致力于修道，并，並参与了整个贝特马祖纳耶地区的宗教教育。当天主教乔治（680-659）在七世纪中叶访问贝特马祖纳耶参加主教会议时，他任命了亚述北部遥远的尼尼微人以撒主教。 
行政职责不适合他退休和苦行的倾向：仅仅五个月后他就要求退位，并南下马图特山的荒野，那里是隐修者的避难所。在那里，他孤独地生活了很多年，每周只吃三个面包和一些未煮过的蔬菜，这一细节总是让他的传记作者感到惊讶。最终，失明和年老迫使他退休到美索不达米亚的拉班沙布尔亚述修道院，在那里他去世并被埋葬。在他去世时，他几乎失明，有人将这一事实归因于他对学习的热爱。

## 遗产
以撒因其对内心生命的属灵布道而被人们记念，其人的广度和神学深度超越了他所属的东方教会的基督教。它们存在于叙利亚手稿以及后来的希腊语、阿拉伯语和格鲁吉亚语译本中。 他们从希腊语被翻译成斯拉夫语。 
以撒站在东方神秘圣徒的传统中，非常重视圣灵的工作。
他忧郁的风格以及他对病人和垂死者的亲和力，释出对东正教巨大的影响力。在八世纪至九世纪这段时期，他所写的作品仍然流传于教会以外的修道院，被人阅读。此外，以撒坚信上帝通过地狱之谜（火湖或地狱）无休止地惩罚人类的观念与他无所不包容的爱不相容，这很可能被视为他第二篇关于神秘教义的论文的中心主题冲突. 
以撒的著作提供了一个由经验丰富的隐士撰写的大量苦行文本的罕见例子，因此在理解早期基督教苦行主义方面是一位重要的作家。 

## 著作
叙利亚人以撒的训词以几本书的形式传给我们。第一本书包含八十二章，第二本书包含四十一章。还有，他的第三本书已经被翻译成意大利语和英语。 这里有些例子：
- 信仰、上帝的旨意、祈祷

一个人用他的意图亲近神到什么程度，就是神用他的恩赐亲近他到什么程度。
把一把沙子扔进海里，与上帝的旨意和怜悯相比，这就是犯罪。就像丰富的水源不会被一把尘土阻挡一样，造物主的怜悯也不会被受造物的罪恶所击败。
在信仰之先的那个本质，就是朝向信仰和朝向上帝的路。我们的本质已经被设入神的形象，它让我们知道需要相信上帝，因他创造了一切。
那些真正闪耀着信仰之光的人，永远不会无耻地问上帝：“给我们这个”，或者——“把这个从我们身上移开”。因为他们的灵眼——就是他们从那位真正的父亲里得到的祝福、得到他伟大的爱，无限地超越了任何父爱——不断地看到父亲的旨意，他们丝毫不关心他们自己。上帝能做的比任何人都多，能帮助我们的程度远远超过我们所想、所求。 ”
那口中不断感谢主的得到上帝的祝福。心中常发出感激之情的，恩典满溢（Brock，1997）。
祈祷要达到的是我们应可从中获得上帝的爱，因在祷告中人可找到爱上帝的各种原因（Brock，1997）。
别认为花很长时间在上帝面前敬拜是浪费的（Brock，1997）
心无旁骛的祈祷产生出于心灵中持续思想上帝的祈祷（Brock，1997）
在黑暗的时候，跪下比其他任何事情都更有帮助（Brock，1997）。
当一个人越是为寻求神而遇上更多的挣扎时，他的心就越是接近祷告中的自由交谈（Brock，1997）。
- 顺服神

“去选择善，在于发起者；去实现这意图，那是上帝的作为。所以，让我们守规矩，让每一个善意临到我们就祷告，吸引上帝不单单给我们帮助，也要看它是否取悦祂。因为不是每一个好的意图都来自上帝，但只限那些有益的。
有时候，一个人祈求些好东西，但上帝不帮助他——也许是因为那意图来自那恶者而不是为了我们的益处；或者可能是因为我们未达到必要的灵性水平而超出了我们的能力；或者可能是因为它不符合我们的呼召；或者可能是因为还不是时候去启动；或者可能是因为我们还未有知识或力量来完成它；或者也许是因为环境不会促成它的成功。除此以外，魔鬼还千方百计地把它描绘成美好的事物，以便让我们倾向于它，它可能会扰乱我们的属灵生命或对我们造成伤害。这就是为什么我们有必要勤奋地检查我们所有的美好愿望。更好的是，在寻求建议之后才做任何事情。 ”
为上帝喜乐地开始每一个行动（Brock，1997）。
确保你看到小事，免得你可能会把重要的事情推到一边（Brock，1997）。
- 爱你的邻居、仁慈、不带偏见

不要期待你邻居的爱，因为如果你得不到爱，你就会痛苦；但更好的是，你表明你对邻居的爱，你就会安定下来。这样，您将带领您的邻居走向爱。
不要用你对邻居的爱来换取某种东西，因为在爱你的邻居时，你在自己里面获得了祂，祂是全世界最宝贵的。舍小而得大；摒弃多余和无意义的东西，去获得有价值的东西。
庇护罪人，若这不会给你带来伤害。透过这个行动，你会鼓励他悔改和改过——并吸引主对你的怜悯。用善言和一切可能的方法，建立弱者和悲伤者，那控制一切的右臂也会支持你。因着你心中的祷告和悲伤，与受屈的人分享你的份，上帝那怜悯的源泉将向你的恳求敞开。
施予他人的时候，脸上要带着善意，大度地施予，且要施予比要求的多。
不要区分有价值的和无价值的。让每个人都在善行上与你平等，这样你也可以将不配的人吸引到走向善良，因为通过外在的行为，灵魂很快学会了在上帝面前要虔敬。
显出善待穷人的人有神作他的守护者，且为神而成为穷人的人将要获得丰富的财富。当上帝看到人们为祂的缘故而关心他人时，祂很欣慰。当有人向你求某样东西时，别想：“以防自己有需要，我就把那样东西留给自己，上帝——通过其他人——会给那人他所需要的东西。” 这些类型的想法是不义且不认识上帝的人所特有的。一个公正大方的人不会放弃帮助他人的荣誉，也不会放弃帮助他人的机会。每一个乞丐和每一个有需要的人都会得到必需品，因为上帝不会忽视任何人。但你却赶走那一无所有的贫困人，拒绝了上帝赐给你荣誉的机会，从而使自己远离了他的恩典。
通过上帝的旨意，为上帝而尊重每个人的人，私下获得了各人的帮助。 ” 

## 普遍和解
瓦茨瓦夫·赫里涅维奇 (2007) 认为，布洛克对以撒关于地狱的著作的第二部分（1983 年发现）的翻译（1995 年）证实了早期普世主义历史学家如约翰·卫斯理·汉森 (John Wesley Hanson) (1899) 认为以撒是普遍和解的倡导者。 
- 安东尼大帝
- 启示录
- 阿拉伯基督徒
- 苦行
- 基督教普世主义
- 教父
- 东方教会
- 东叙利亚仪式
- 叙利亚人埃弗雷姆
- 梯子的约翰
- 修道院的沉默
- 菲洛卡利亚
- 叙利亚基督教

1. ↑  Great Synaxaristes: （希臘語） Ὁ Ὅσιος Ἰσαὰκ ὁ Σύρος Ἐπίσκοπος Νινευΐ （页面存档备份，存于）. 28 Ιανουαρίου. ΜΕΓΑΣ ΣΥΝΑΞΑΡΙΣΤΗΣ.
2. ↑  St Isaac the Syrian the Bishop of Nineveh （页面存档备份，存于）. OCA - Lives of the Saints.
3. ↑  Fromherz, Allen. . I. B. Tauris. 2012: 43. ISBN 978-1-58901-910-2.
4. ↑  Markose, Biji. . LIT Verlag. 2004: 32. ISBN 9783825867959.
5. ↑  Kurian, George. . Scarecrow Press. 2010: 385. ISBN 978-0810869875.
6. ↑  Johnston, William M. . Taylor & Francis. 2000: 665. ISBN 1579580904.
7. ↑  Kozah, Mario; Abu-Husayn, Abdulrahim; Al-Murikhi, Saif Shaheen; Al-Thani, Haya.  print. Gorgias Press LLC. 2014: 263. ISBN 978-1463203559.
8. ↑  Brock, Sebastian. Patrich, Joseph , 编. . Louvain: Peeters. 2001: 201–208. ISBN 9042909765.
9. ↑  . World Digital Library.   [7 March 2013]. （原始内容存档于2021-07-01）.
10. ↑  Brock, S., trans. (1997). The Wisdom of Saint Isaac the Syrian. pp. 5-9. Fairacres Oxford, England: SLG Press, Convent of the Incarnation. ISSN 0307-1405.
11. ↑  Hagman, Patrik: The Asceticism of Isaac of Nineveh (Oxford University Press 2010)
12. ↑  Brock, Sebastian P. . Piscataway, NJ: Gorgias Press. 2006: vii–xix. ISBN 1-59333-335-8.
13. ↑  Isaac the Syrian, Readings, Orthodox Photos.
14. ↑  Wacław Hryniewicz The challenge of our hope: Christian faith in dialogue 2007 The 7th-century mystic, Isaac the Syrian, known also as Isaac of Nineveh is, in the history of the Church, one of the most courageous supporters of the eschatological hope of universal salvation.

- WorldCat 聯合目錄中尼尼微人以撒的著作或與之相關的著作
- 來自尼尼微人以撒的LibriVox公共領域有聲讀物
- St Isaac of Nineveh （页面存档备份，存于） Orthodox Icon and Synaxarion
- A collection of resources on St. Isaac
- Saint Isaac, the Syrian in orthodoxwiki.com （页面存档备份，存于）
- Online edition of the Ascetical Homilies
- Saint Isaac of Nineveh Facebook Page, featuring new translations from Syriac and Arabic （页面存档备份，存于）
- Encyclopaedia Britannica's article on Isaac of Nineveh （页面存档备份，存于）